# Risia Bazar
Risia Bazar is een nagar panchayat (plaats) in het district Bahraich van de Indiase staat Uttar Pradesh. 

## Demografie
Volgens de Indiase volkstelling van 2001 wonen er 11.128 mensen in Risia Bazar, waarvan 52% mannelijk en 48% vrouwelijk is. De plaats heeft een alfabetiseringsgraad van 43%. 